# Beelitzer Jagdschirm

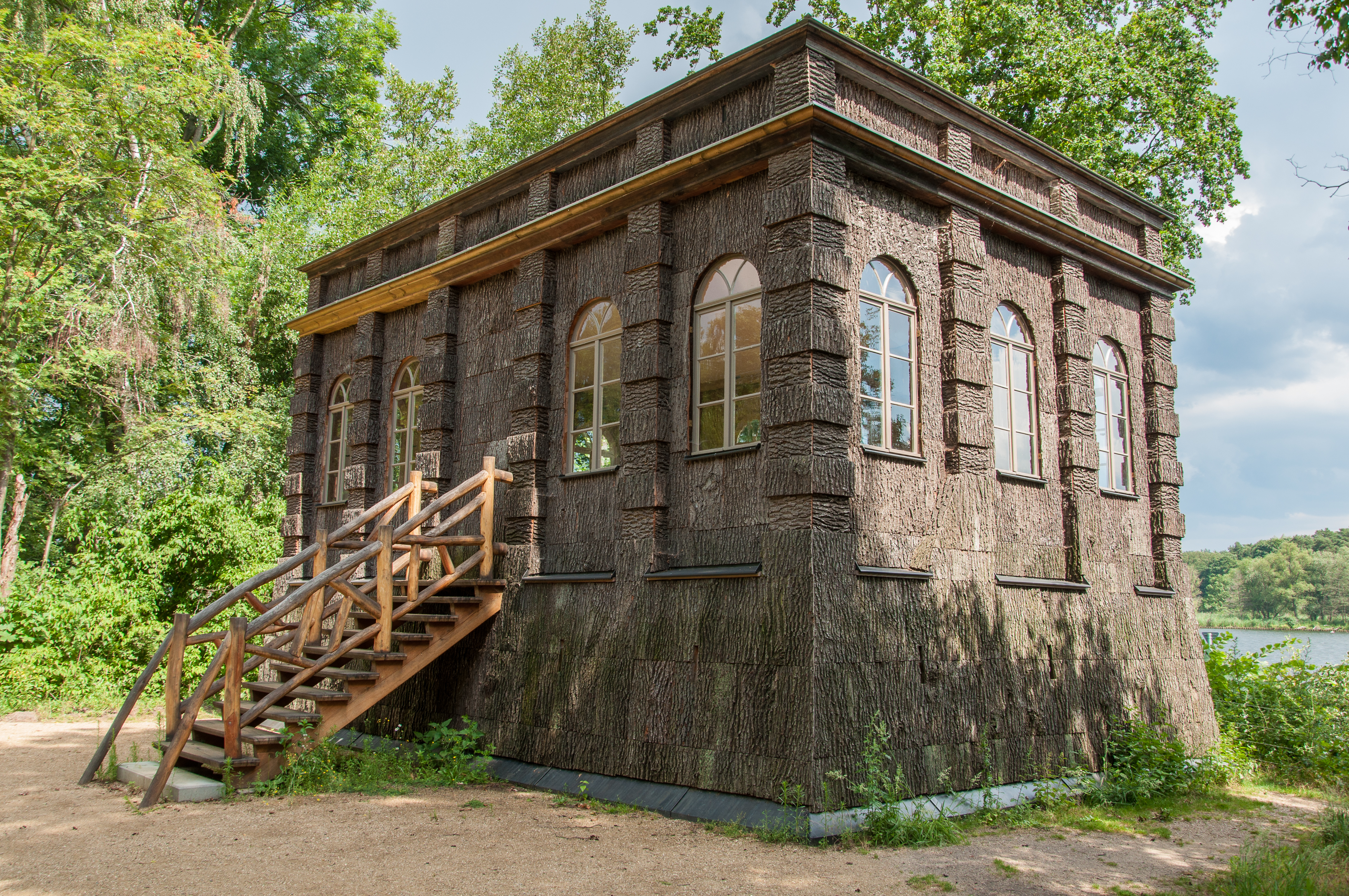
Der mit Eichenborke verkleidete Beelitzer Jagdschirm

Der Beelitzer Jagdschirm ist eine 1796 erbaute Jagdhütte auf der Pfaueninsel.

## Geschichte
Der Beelitzer Jagdschirm wurde ursprünglich 1796 vom Hofzimmermeister Johann Gottlieb Brendel für König Friedrich Wilhelm II. im königlichen Jagdrevier bei Beelitz errichtet und dann auf Wunsch des Königs auf die Pfaueninsel umgesetzt.

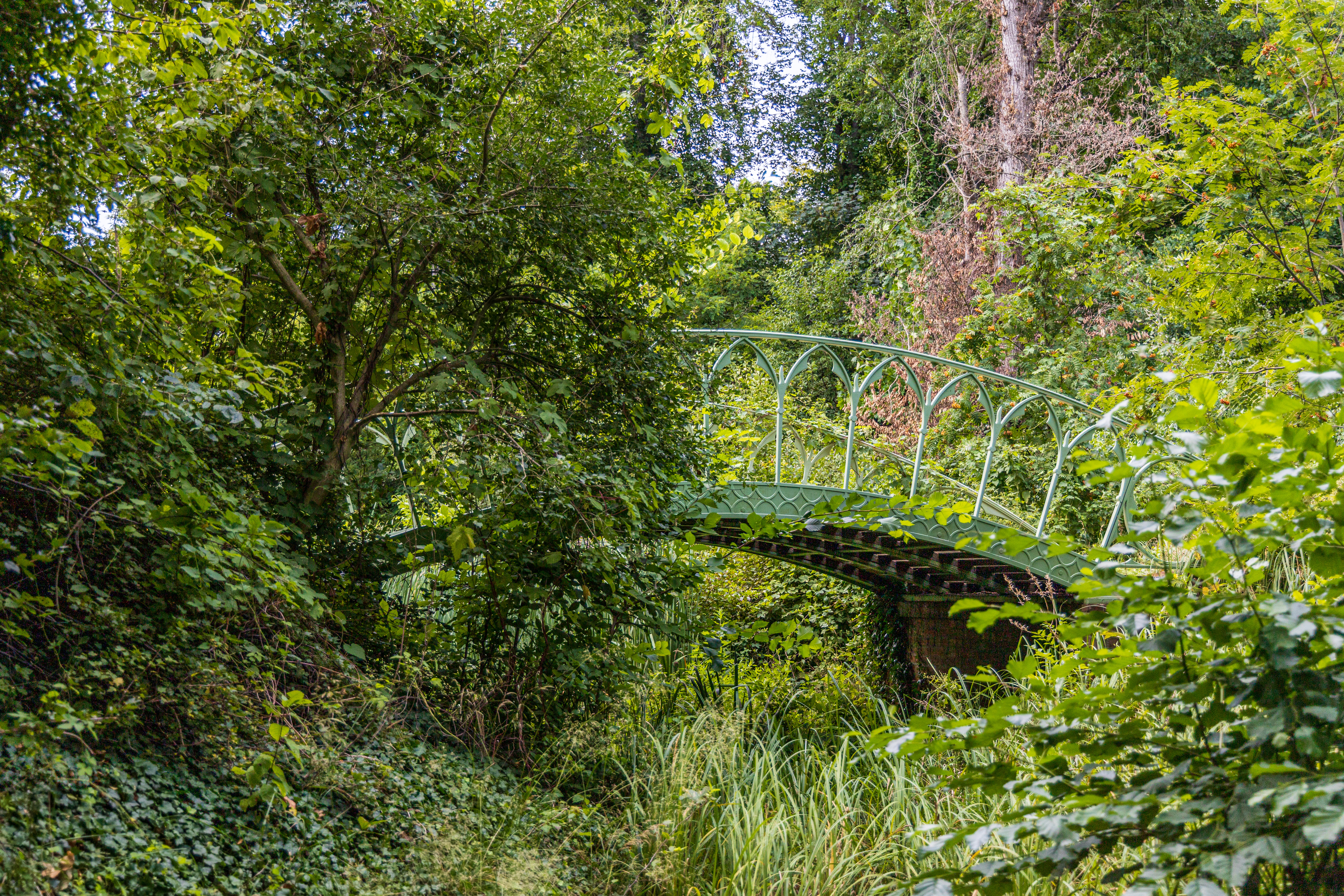
Holz-Brücke zum Jagdschirm

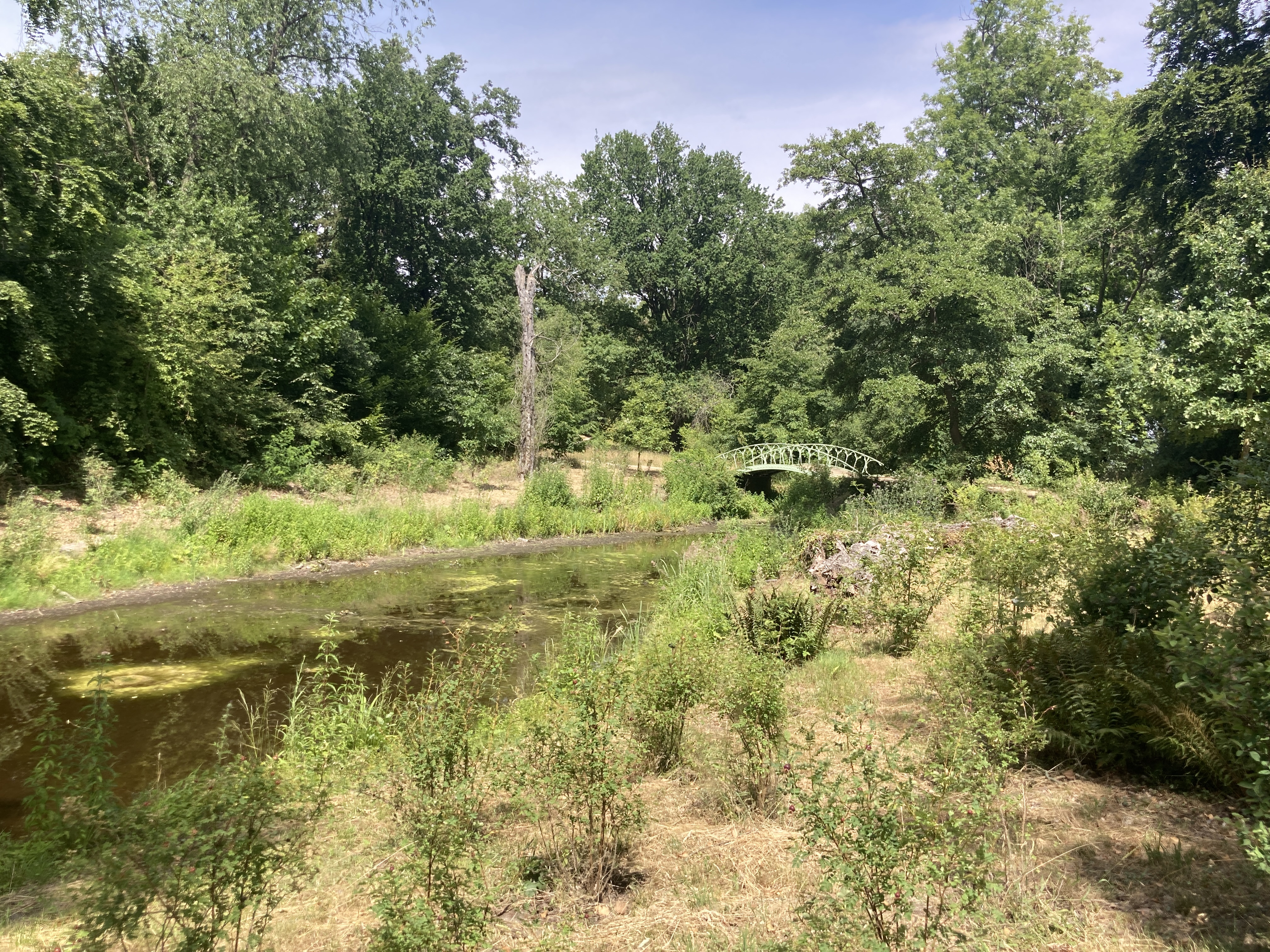
Hirschsiele mit gusseiserner Brücke zum Jagdschirm

Im Jahr 1828 entstand durch die Anlage eines Teiches mit Zu- und Abflussgraben eine künstliche Vorinsel. Seitdem ist der Jagdschirm nur noch über zwei Brücken zu erreichen ist. Nachdem 1834 eine Hirschbucht und ein Biberbau angelegt wurden, konnte der in unmittelbarer Nähe befindliche Jagdschirm auch zur Tierbeobachtung genutzt werden. Schließlich verlor jedoch 1842 der Jagdschirm diese Funktion als die Menagerie wegzog. 2012 wurde das ursprüngliche Erscheinungsbild rekonstruiert, wobei auch die Fassade nach historischem Vorbild mit Eichenborke aus dem in Sachsen gelegenen Wermsdorfer Wald verkleidet wurde.

## Beschreibung
Der mit Brettern verkleidete Fachwerkbau ist außen vollständig mit Eichenborke bekleidet. Früher befand sich innen ein Salon für die Jagdgesellschaft, der mit Vorhängen und bemalten Papiertapeten mit kannelierten Pilastern und aufgeklebten Basen und Kapitellen bekleidet war. Aus dem dunklen Sockelgeschoss, das nur schmale Schießscharten aufweist, schossen ursprünglich die Jagdschützen.
Das Äußere des Beelitzer Jagdschirms ist mit Eichenborken verkleidet. Diese Verkleidung könnte man als eine Art hölzerne Grottierung bezeichnet. Ursprünglich plante der Hofzimmermann Brendel sogar beim Pfaueninselschloss selbst eine solche Verkleidung. Dabei diente die Borke auf der einen Seite als Camouflage für das Gebäude, war jedoch auf der anderen Seite ein beliebtes Element der Parkausstattung im späten 18. Jahrhundert und Ausdruck der damaligen Naturverbundenheit.

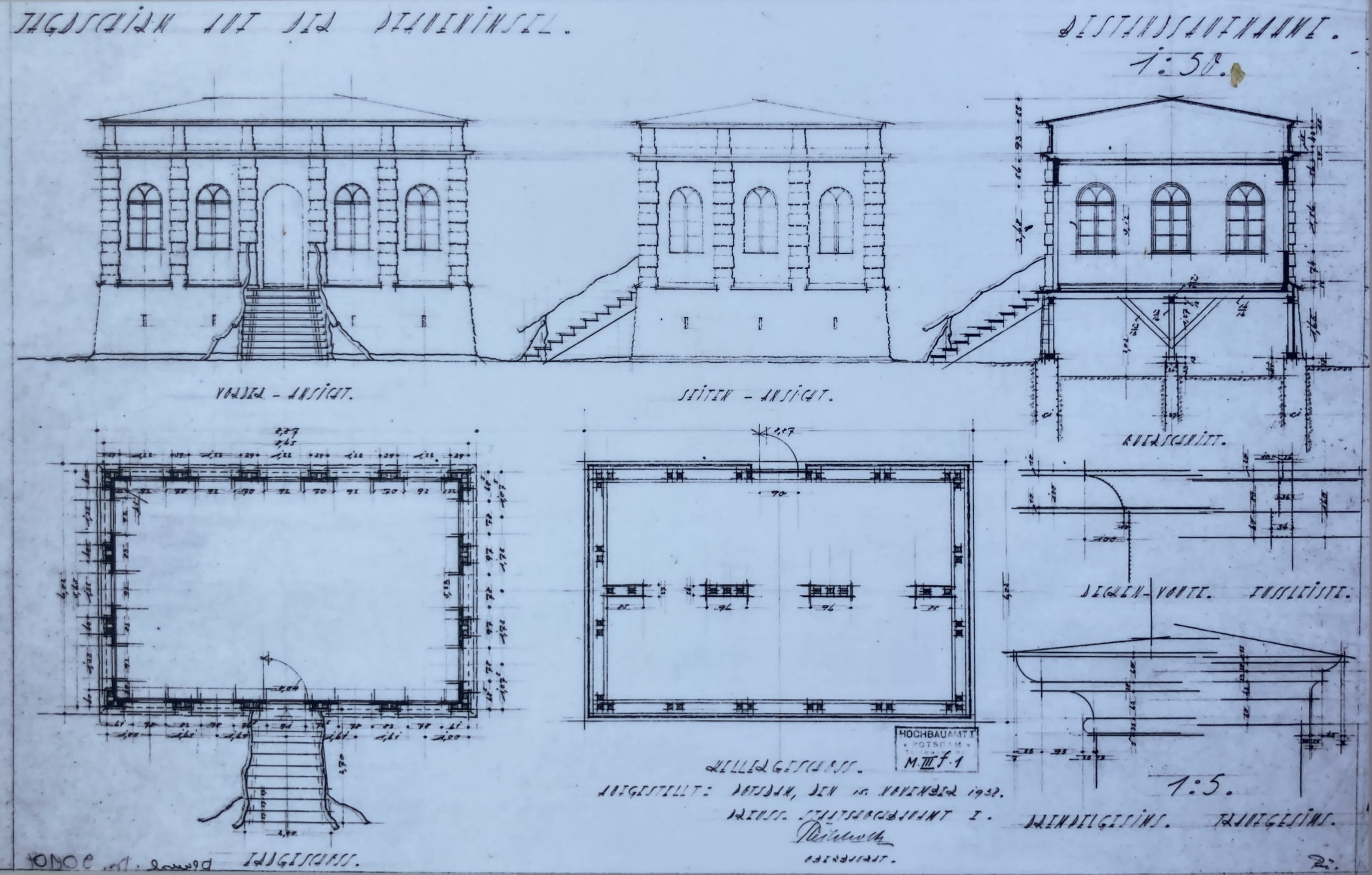
Bild historischer Plan auf Tafel zum Beelitzer Jagdschirm

Ursprünglich war für die Bekleidung Borke oder Rinde von heimischen Trauben- oder Stieleichen verwendet worden, doch bei einer Sanierung des Jagdschirms 1961 konnte schließlich keine einheimische Eichenborke beschafft werden, so dass Korkeiche aus Portugal verwendet wurde. Der Hauptunterschied zu den hiesigen Eichen liegt vor allem in der Farbigkeit und Struktur, weshalb sie nicht auf die Pfaueninsel passt. Die Korkeiche wurde deshalb bei der letzten Sanierung bis auf ein kleines Referenzstück entfernt und die vermutlich noch ursprünglichen Fragmente der Eichenrinde wurden wieder befestigt. Die anderen Flächen wurden dann durch neue Eichenrinde rekonstruiert, die aus dem Forstbezirk Leipzig, dem ehemaligen Jagdrevier der sächsischen Kurfürsten und Könige, stammt.

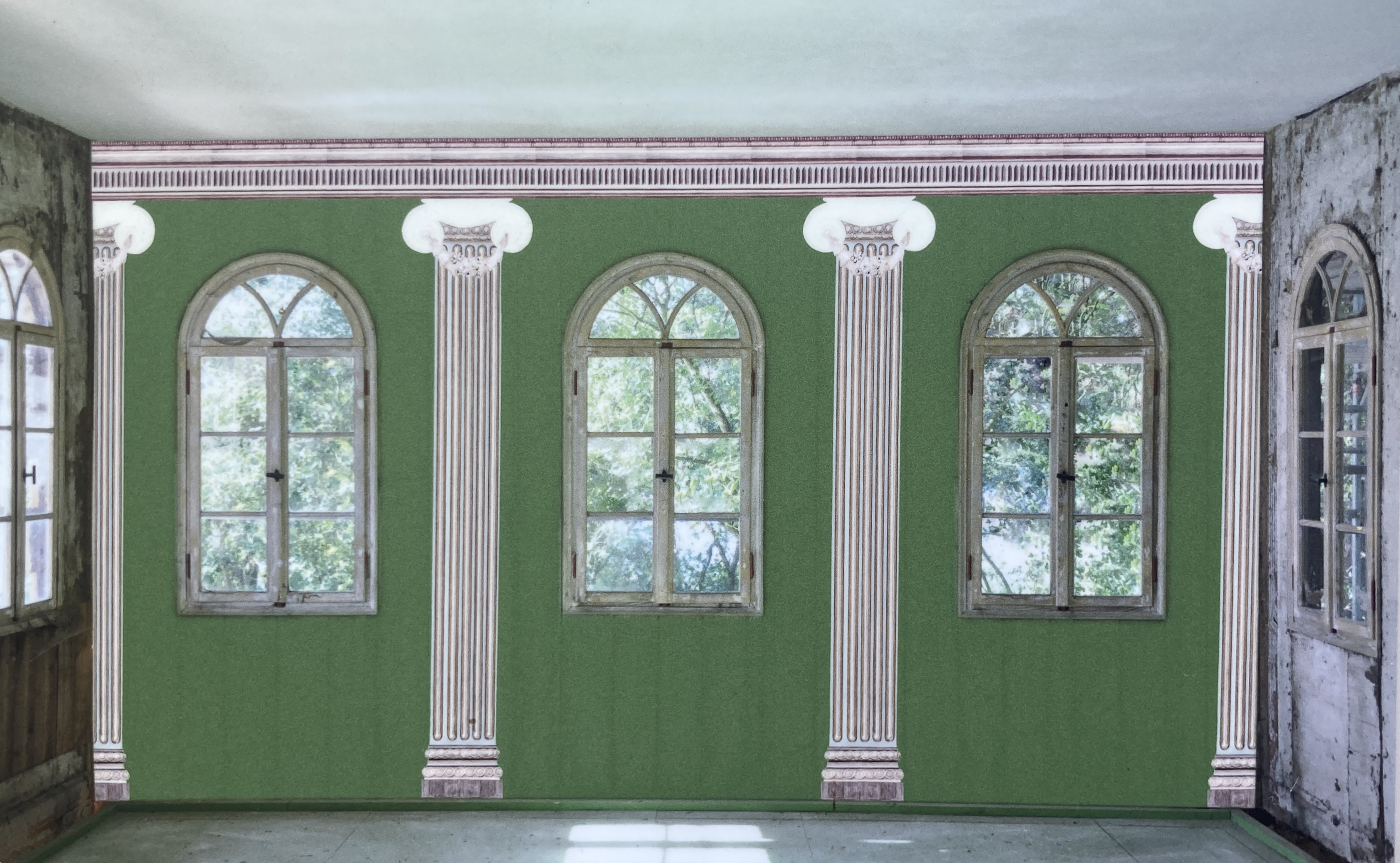
Rekonstruktion einer möglichen Innenansicht auf Tafel zum Beelitzer Jagdschirm

Auch die Innenwände des Jagdschirms wurden dabei saniert. Die frühklassizistische Wandgestaltung, die noch aus der Erbauungszeit Jagdschirms vor der Umsetzung 1796 stammt, sollte den Innenraum ursprünglich wie einen antiken Tempel erscheinen lassen. Die Bretterverschalungen des Salons im Inneren wurden damals mit collageartig verklebten, farbig gefassten Papierbahnen bekleidet. Auf den Flächen zwischen den Säulen wurde ursprünglich Scheeles Grün verwendet. Dieses arsenhaltiges Kupferpigment wurde erstmals 1778 hergestellt und war zur damaligen Zeit besonders wegen seiner intensiv leuchtenden Farbigkeit sehr populär.
Der Innenraum wurde außerdem seit seiner Erbauung mehrfach renoviert. Aus der Erbauungszeit blieb nur die erste direkt auf den Holzträger verklebte Papiertapete mit farbiger Fassung, die noch aus der Zeit, als das Gebäude vor seiner Umsetzung 1796 noch in Beelitz stand, erhalten. Die über 200 Jahre alten Papiertapeten sind heute jedoch nur noch sehr fragmentarisch erhalten und die ursprüngliche, sehr hohe Qualität der Ausführung ist nur noch schwer erkennbar. Die Tapeten sind heute restauratorisch untersucht und konserviert. Der Totalverlust auf der Westwand wurde durch handgeschöpfte Büttenpapierbögen geschlossen, wobei sie nicht farbig rekonstruiert wurden. Nicht original erhalten sind jedoch die Fassung der Decke und der ursprüngliche Holzfußboden, der nach dem Zweiten Weltkrieg als Feuerholz verwendet wurde.
Seit Herbst 2008 wurde die seit knapp acht Jahren durch die Beschädigung der Gotischen Brücke unterbrochenen Wegeverbindungen zum Beelitzer Jagdschirm aufwändig restauriert und rekonstruiert. Dabei wurden unter anderem auch die östlichen Höhenuferwege, die Platzfläche am Beelitzer Jagdschirm und die westlichen Wegeanbindung zur Robinienbrücke rekonstruiert und restauriert. Außerdem wurde der westlich des Biberteiches entstandene Trampelpfad zurückgebaut.